# Newport (Kentucky)
Newport – miasto w hrabstwie Campbell, w stanie Kentucky, w Stanach Zjednoczonych, leży na granicy stanu Ohio nad rzeką Ohio. Populacja Newport wynosi 17 000 mieszkańców, miasto jest zaliczane do aglomeracji Cincinnati liczącej ok. 2 mln mieszkańców.